# Soldaten von Salamis
Soldaten von Salamis ist der 2002 auf Deutsch veröffentlichte, 2001 in Spanien erschienene Roman „Soldados de Salamina“ von Javier Cercas, der seit seinem Erscheinen mehrfach Preise in Spanien, Italien und Großbritannien („Independent Foreign Fiction Prize“, 2004) erhielt. Durch seine Verkaufszahlen erwies er sich als erstes erfolgreiches literarisches Werk über den Spanischen Bürgerkrieg in Spanien.

## Inhalt
Der Roman umfasst drei Teile: „Die Freunde des Waldes“, „Soldaten von Salamis“ und „Begegnung in Stockton“. Er wird vom Ich-Erzähler von Gerona aus wiederholt als eine „Erzählung nach der Wirklichkeit“ ausgegeben. Dem entspricht die einleitende Anmerkung des Autors, in der er sich bei den Personen bedankt, die im Text namentlich als seine Gesprächspartner genannt werden. Der Ich-Erzähler, ein fiktiver Namensvetter des Autors, der sich im letzten Drittel zunächst als Javier, dann auch als Cercas ansprechen lässt, ist an einer Schriftstellerkarriere mit zwei vor über zehn Jahren veröffentlichten, aber ohne Echo gebliebenen Romanen gescheitert: El móvil (1987) und El inquilino (1989), deutsch 2003 „Der Mieter“, in der Tat Titel von Romanen des Schriftstellers Javier Cercas. Er wird wieder als Journalist in der Kulturredaktion seiner vormaligen Zeitung eingestellt.

### „Die Freunde des Waldes“
Der erste Teil zeigt den Erzähler bei seiner journalistischen Arbeit. 1994 soll er über den Schriftsteller und Essayist Rafael Sánchez Ferlosio (* 1927 in Rom) einen Artikel schreiben und interviewt ihn. Etwas, das er im Artikel nicht erwähnt, ist die Geschichte, die Ferlosio über seinen Vater Rafael Sánchez Mazas (1894–1966) erzählt: Am Ende des Bürgerkrieges hätte er mit 50 anderen Gefangenen der Republikaner auf deren Rückzug Richtung Pyrenäen und Frankreich in einem Kloster erschossen werden sollen. Die ihm als einem der Gründer der Falange zugedachten Kugeln hätten ihn aber nur gestreift und er hätte in den anliegenden Wald fliehen können, wo er sich in einem Erdloch verborgen habe. Einer der ihn verfolgenden republikanischen Milizionäre habe ihn aufgespürt, einige Sekunden lang angeblickt, auf die Frage eines anderen, ob da jemand sei, verneinend geantwortet und sei davongegangen. Ein paar junge Männer aus einem nahen Dorf hätten ihn, der mit seiner zerbrochenen Brille ziemlich hilflos war, versteckt und versorgt, bis die Republikaner verschwunden und die „Nationalen“ als „Befreier“ nachgerückt waren. Beim Erzählen dieser Geschichte habe sein Vater die jungen Männer immer bei dem Namen genannt, den sie sich ihm gegenüber selbst gegeben hätten: „Die Freunde des Waldes“.
Anfang Februar 1999 wird der Erzähler aufgefordert, aus Anlass des 60-jährigen Endes des Bürgerkrieges einen Artikel über den Dichter Antonio Machado (1875–1939) zu schreiben, der auf der Flucht vor den Truppen Francos (1892–1975) in Frankreich kurz vor seiner Mutter gestorben war. Unter der Überschrift „Ein notwendiges Geheimnis“ veröffentlicht er den Artikel, wobei er das Geheimnis darin sieht, dass nicht mehr herauszubekommen sei, was den Angehörigen Machados (vgl. Manuel Machado) bei der Bestattung ihres Bruders und der Mutter durch den Kopf gegangen und wer fast zeitgleich der Milizionär vor dem Erdloch auf der anderen Pyrenäenseite gewesen sei. Zu seiner Überraschung erhält er zu seinem Text über ein für ihn längst der Vergangenheit anheimgefallenes Ereignis drei Leserbriefe. Mit einem der Leserbriefschreiber, einem Historiker, verabredet er sich, weil dessen Vater, als Junge auf einem Bauernhof in der Nähe des Klosters versteckt, Genaueres über die damaligen Ereignisse zu wissen scheint. Der junge Historiker, an der Aufklärung des Bürgerkriegsgeschehens gegen die franquistische Legendenbildung engagiert beteiligt, vermittelt ihm den Kontakt zum Sohne eines der „Freunde aus dem Wald“. Der Erzähler bemerkt, dass er auf Sánchez Mazas immer neugieriger wird, darauf, „dass dieser kultivierte, feingeistige, melancholische, konservative Mann, der jedem physischen Mut abhold und gegen Gewalt allergisch war, zweifellos weil er wusste, dass er selbst nie imstande gewesen wäre sie auszuüben, in den zwanziger und dreißiger Jahren wie kaum ein anderer daran gearbeitet hatte, sein Land in eine Orgie von Blut und Gewalt zu stürzen“ (S. 49 f.). Nach zehn Jahren Pause fühlt er sich zu einer „Erzählung nach der Wirklichkeit“ motiviert, weil er immer tiefer in den Sog der damaligen Geschichte gerät.
„Die Freunde des Waldes“, nicht mehr vollzählig, die Überlebenden in den Achtzigern, sind erfreut, mit jemandem zu sprechen, der sich für ihre Jugenderlebnisse interessiert, und bestätigen ihm die von Sánchez Mazas vielfach verbreitete Version der Ereignisse beim Kloster Collell. Sánchez Mazas habe sich ihnen gegenüber nach dem Krieg und wieder in Amt und Würden, wo er konnte, erkenntlich gezeigt und auch einen Roman mit dem Titel „Soldaten von Salamis“ über das ihm Widerfahrene schreiben wollen.

### „Soldaten von Salamis“
Im zweiten Teil steht endgültig Sánchez Mazas im Mittelpunkt. Privilegiert geboren und privilegiert zum Juristen ausgebildet, fühlte er sich zum Literarischen hingezogen. Er verfasste Lyrik, Zeitungsartikel, Romane und Korrespondentenberichte aus Marokko und Rom, wo er ab 1922 sieben Jahre blieb und dort heiratete. Für den Erzähler „zwar ein guter, aber kein großer Schriftsteller“ (S. 19). Zurück aus Italien befreundete er sich mit José Antonio Primo de Rivera und wurde zu dessen gefragtestem Berater. Nach der Gründung der Falange war er „ihr erster Ideologe und Propagandist, einer der hauptsächlichen Schöpfer ihrer Rhetorik und Symbole“ (S. 86). Auf ihn, nicht auf Ramiro Ledesma, soll der Ruf „¡Arriba España!“ (dt. etwa „Auf, auf Spanien!“) zurückgehen. Er ist der Verfasser des „Gebetes für die Toten der Falange“ und war beteiligt an der Niederschrift der Falange-Hymne „Cara al sol“. Der Erzähler verortet ihn bei den Kräften, die mit allen Mitteln das Ancien Régime aufrechterhalten wollen (S. 96), die sich, an Oswald Spengler angelehnt, für einen Trupp Soldaten halten, die gegenüber der „Welle von Gottlosigkeit und egalitärer Barbarei“ die Zivilisation zu verteidigen hätten (S. 89). Dabei hätten die von Sánchez Mazas ausgestreuten Parolen „noch ein flammendes Versprechen von Modernität“ enthalten (vgl. hierzu Fin de siècle). In der Zweiten Spanischen Republik Ende 1937 gefangen genommen, wird er als angeblicher Anführer der Fünften Kolonne mit anderen vor Gericht gestellt und verurteilt. „Die Freunde des Waldes“ nannte er nach seiner misslungenen Erschießung seine wirklichen Freunde, eigentlich Republikaner, die in der Grauzone der Niederlage und des Übergangs ein Auskommen in Spanien zu finden versuchten. Nach dem Bürgerkrieg wurde Sánchez Mazas in der ersten Regierung Francos für ein Jahr Minister ohne Portefeuille, bewahrte einige seiner Waldfreunde vor der Haft im Franco-Regime, vernachlässigte aber bald seine Arbeit und verließ die Regierung, „eine schlichte Regierung von bauernschlauen Tölpeln und Pfaffendienern“ (S. 141). Kommentar eines Bekannten dazu: „Vorher warst du Schriftsteller und Politiker, jetzt bist du nur noch Millionär“ (S. 140). Für den Erzähler ist er ein reue- und verantwortungsloser Mensch, der die alten Institutionen Monarchie, Familie, Religion und Vaterland verherrlichte, aber nichts zu ihrem Erhalt beitrug, sondern jemand, der extravagante Hobbys und eine extravagante Vorliebe für die Literatur pflegte. „Heute erinnern sich nur noch wenige Menschen an ihn, und vielleicht hat er nichts anderes verdient. In Bilbao gibt es eine Straße, die seinen Namen trägt“ (S. 147).

### „Begegnung in Stockton“
Der Erzähler bemerkt, dass Sánchez Mazas und die Handvoll kultivierter Männer, die das Land in einen entfesselten Blutrausch zu stürzen bereit waren, seinen Romanentwurf nicht tragen und dass er seine erneute Beurlaubung zum Schreiben erfolglos beenden muss. Seine Freundin hatte ihn von Anfang an davon überzeugen wollen, dass es nicht gut wäre, über einen „Fascho“ zu schreiben. Zum Interviewen bedeutender, in der Provinz Gerona ansässiger, aber von außerhalb kommender Leute trifft er den im Exil lebenden chilenischen Schriftsteller Roberto Bolaño (1953–2003), einen Anhänger Salvador Allendes. Bolaño hatte zwischen 1978 und 1981 vier Sommer lang auf einem Campingplatz in Castelldefells gearbeitet, um sich und seine Familie ernähren zu können, bis er von dem Geld von Literaturpreisen leben konnte. Im Interview beginnt er von Miralles zu sprechen, einem Franzose gewordenen Katalanen, der regelmäßig auf dem Campingplatz seine Ferien verbrachte. Miralles, auf seiner linken Seite eine einzige Narbe vom Fußknöchel bis zum Auge hinauf, hatte Bolaño seine eindrucksvolle Lebensgeschichte erzählt, die er nun an den Erzähler weitergibt. Miralles hatte unter Enrique Líster (1907–1997) gedient. Dieser berühmte spanische Kommunist war auch der Befehlshaber der republikanischen Truppen, die sich zum Zeitpunkt der Gefangenenerschießung im Kloster Collell aufhielten. Miralles war von dort mit 80 000 anderen aus Spanien Geflüchteten in das französische Konzentrationslager in Argelès-sur-Mer geraten und hatte sich schnell zur Fremdenlegion gemeldet. Über den Maghreb marschierte er unter Generalmajor Leclerc durch die Wüste nach Französisch-Äquatorialafrika, wo Verbindung mit de Gaulle und France libre aufgenommen wurde. Zusammen mit Engländern kämpfte Miralles zum ersten Mal in einem Trupp von sechs französischen Soldaten nach der Niederlage von Frankreich 1940 indirekt gegen die Deutschen als Teil der mit Italien gebildeten Achsenmächte. Denn Italien hielt in Libyen eine Oase besetzt. Von Tripolis aus nahm er 1943 am letzten Teil des Afrikafeldzuges teil, landete am 1. August 1944 am Utah Beach, rückte mit dem ersten Alliiertenverband in Paris ein und kämpfte anschließend gegen die Deutschen bis nach Österreich, wo er auf eine Mine trat und fast zerfetzt wurde. Wiederhergestellt, wurde er französischer Staatsbürger mit einer lebenslangen Pension.
In der anschließenden schlaflosen Nacht ist sich der Erzähler in „überwältigender Hellsicht“ (S. 174) sicher, dass Miralles der Milizionär sein muss, der Sánchez Mazas verschont hat. Mit seiner Gefährtin macht er sich auf die telefonische Suche nach Miralles in Dijon, wo sie den inzwischen 82-Jährigen schließlich nach einer wochenlangen Telefonodyssee in einem Altersheim aufspüren. Der Erzähler macht sich nach Dijon wie in die Stadt Stockton aus dem Film „Fat City“ von John Huston auf, findet den alten Miralles, der Frau und Tochter zeitig verloren hat, verwaist, einsam und endlich wie erlöst, zum Sprechen aufgefordert zu sein, aber auch seiner Enttäuschung freien Lauf lassend, dass er seine „Jugend im Kampf um ein beschissenes Land gelassen“ und es ihm niemand mit einem Wort, einer Geste, einem Brief gedankt habe. Die dann vom Erzähler doch noch gestellte Frage aber, ob er es war, der den, der wie kein anderer den Tod verdient hätte (S. 204, 215), verschont habe, verneint er mit einem breiten und gewinnenden Lächeln (S. 217 f.).

## Erzählerische Mittel
Erzählung nach der Wirklichkeit Cercas hat seinen Roman unter das Motto „Verborgen haben die Götter,/was die Menschen am Leben erhält“ von Hesiod gestellt. Das, was er über den gesamten Text verteilt als „Erzählung nach der Wirklichkeit“ ausgibt und mit einer Fülle historischer Daten versieht, die den Kampf gegen Faschismus und Nationalsozialismus als europäisches Phänomen verdeutlichen, bestätigt letzten Endes das „notwendige Geheimnis“ hinter der Wirklichkeit, das Menschen so handeln lässt wie den Erzähler oder Sánchez Mazas oder Miralles. Das in ein Lächeln gehüllte Nein Miralles verbirgt dabei nur noch ein halbes, ein fast verstandenes „notwendiges“ Geheimnis (S. 191), denn Sánchez Mazas hatte im zweiten Teil den ihn verschonenden Soldaten als einen seiner Bewacher identifiziert, der ihm wegen seines Pasodobletanzes zu dem Lied „Suspiros de España“ (in etwa „Seufzer über Spanien“) im Gefängnis von Barcelona einprägsam aufgefallen war (S. 126 f.).
Suspiros de España Dieses Lied macht mit seinem Text ein weiteres Strukturmoment der Handlung aus (S. 47 f., 126 f., 172, 216 f., 220 f.) und bleibt am auffälligsten Miralles zugeordnet, der den Pasodoble im Gefängnis und auf dem Campingplatz tanzte und zu der traurigen Musik im Altenheim am liebsten noch einmal Schwester Françoise auffordern würde. Denn während Sánchez Mazas als Sieger für die weiteste Verbreitung seiner Errettung sorgte und sich einmal beim Erzählen sogar für eine der ersten Wochenschauen nach dem Krieg filmen ließ, hat Miralles seine Geschichte nach Stockton (= Dijon), eine Stadt der kämpfend Scheiternden, mitgenommen und fühlt sich seit fünf Jahren im Altenheim unirdisch wie irgendwo im Weltraum (S. 194). Täglich denkt er an seine Gefährten, die alle im Bürgerkrieg gefallen sind, träumt manchmal von ihnen und zählt unter Tränen ihre in Spanien längst vergessenen Namen auf. Ihnen gegenüber fühlt er sich schuldig.
Vater-Sohn-Geschichten Der Erzähler erkennt in Miralles jemanden, der jetzt so alt ist, wie es sein verstorbener Vater wäre. Damit benennt er ein anderes Moment, das die Handlung vorantreibt, nämlich wie die Erinnerungsarbeit die Vergangenheit und das von anderen gelebte Leben so vergegenwärtigen kann, dass aus ihr Wirklichkeit werde. Von Anfang an hat er den Eindruck, dass es um Vater-Sohn-Geschichten gehe, auf denen ein Schatten von Schuld liege (S. 31). Alle Interviewten erzählen ihm von Menschen, „gestorben in von vornherein verlorenen Kriegen“ (S. 214). Dabei erscheint die Zeit der Väter manchmal so weit entfernt wie die Schlacht von Salamis (S. 56). Den Leser macht der Erzähler zum Zeugen seiner Anläufe, wie er, beginnend mit dem Text von 1999 „Ein notwendiges Geheimnis“, über fast zwei Jahre der zu erzählenden Wirklichkeit Schritt für Schritt habhaft wird, bis er zuletzt mit dem Miralles-Teil seine Erzählung vollenden kann.
Soldaten von Salamis Das Wort von den „Soldaten von Salamis“ wird von Sánchez Mazas ins Spiel gebracht (S. 74) und von dem Trupp von Soldaten, in dem die Falange-Gründer (nach Oswald Spengler) angeblich die abendländische Zivilisation vor dem Untergang retten, wieder aufgenommen (S. 89, 143). „Soldaten von Salamis“ heißt auch der mit Teil zwei zunächst unvollendet aufgegebene Roman, den unter gleichem Titel eigentlich Sánchez Manzas hätte geschrieben haben wollen. Es ist aber nicht der Trupp von Sánchez Manzas und seinen Gefährten, der die Zivilisation vor dem Untergang bewahrt, sondern sie verdienen es in den Augen des Erzählers gar nicht, ihm anzugehören (S. 222). Vielmehr ist es Miralles, der mit der Fahne der Freiheit eines anderen Landes, „das alle Länder ist“ (S. 206), mit vier Arabern und einem Neger durch die Wüste marschiert und am Schluss als ausgemusterter Soldat von Salamis aussieht ‚wie ein herrenloser, überfahrener alter Lastwagenfahrer’ (S. 195).
Es sind die von Cercas eingesetzten erzählerischen Mittel in seiner „Erzählung nach der Wirklichkeit“, die in ihrer stetigen Wiederholung die vielen Fakten des historischen Hintergrundes zu einer anderen Wirklichkeit als die der Fakten machen, so dass in der Erzählung eine Erinnerung an die vergessenen Toten der 'traurigen Geschichte Spaniens' (S. 23,185) geschaffen wird.

## Rezeption in Deutschland
Für Paul Ingendaay ist der „immense Erfolg“ des Buches in Spanien in seiner Rezension für die Frankfurter Allgemeine Zeitung am 9. August 2002 ein Rätsel. Gegenüber William Faulkner und Marcel Proust habe Cercas nur „ein Förmchen“ für seine Handlung gefunden. Er wirft dem Buch vor, dass es die Zeitgeschichte nicht schmerzen lasse, sondern „ins wohlig Pittoreske abgleitet“. Die Literaturkritik macht er mit verantwortlich dafür, dass das Thema des Spanischen Bürgerkriegs mit Cercas Roman „zur gehobenen Sentimentalisierung freigegeben“ sei.
Für Volker Breidecker, Süddeutsche Zeitung, handelt es sich am 11. September 2002 um einen „großen Roman“, dessen sensationeller Erfolg umso mehr besteche, „als es sich bei diesem Buch um keine Schmonzette, keinen historischen Schinken, sondern um eine reichlich verzwickte Erzählung handelt“. Für den Rezensenten ist der Pasodoble Miralles’ eine Variation auf „Spiel mir das Lied vom Tod“, mit dem Cercas am Schluss mit einer traurigen Botschaft aufwarte: „Vorwärts, immer vorwärts – aber im Kreise.“

## Verfilmung
Unter dem Titel Soldados de Salamina gibt es seit 2003 eine spanische Verfilmung von David Trueba, die von Spanien für eine Oscar-Nominierung in der Kategorie Bester fremdsprachiger Film vorgeschlagen wurde (vgl. Goya 2004).

### Ausgaben
- Soldaten von Salamis. Aus dem Spanischen von Willi Zurbrüggen, Berlin (Berlin Verlag) 2002, ISBN 3-8270-0464-0.
- Soldaten von Salamis, Berlin (berliner taschenbuch verlag) 2004, ISBN 3-8333-0088-4, ISBN 978-3-8333-0088-2.

### Sekundärliteratur
- Elisabeth Suntrup-Andresen, Hacer memoria. Der Bürgerkrieg in der Literatur der Nachgeborenen: Typologie und Analyse spanischer Gegenwartsromane von den 1980er Jahren bis heute, München (Martin Meidenbauer Verlag) 2008, ISBN 978-3-89975-668-5.
- Enzo Traverso, À feu et à sang. De la guerre civile européenne 1914-1945, Paris (Stock) 2007, ISBN 978-2-234-05918-4. Siehe vor allem Kap. 6 „Imaginaires de la violence“ und Kap. 8 „Les antinomies de l’antifacisme“.